# ژاک سیلر
ژاک سیلر (انگلیسی: Jacques Seiler; ۱۶ مارس ۱۹۲۸ – ۱ آوریل ۲۰۰۴) بازیگر، کارگردان نمایش، بازیگر سینما و بازیگر تلویزیون اهل فرانسه بود.
از فیلم‌ها یا برنامه‌های تلویزیونی که وی در آن نقش داشته‌است می‌توان به سه تفنگدار، شیرین و ترش و زیبا باش اما خفه شو اشاره کرد.